# Laccosperma korupensis
Laccosperma korupensis là loài thực vật có hoa thuộc họ Arecaceae. Loài này được Sunderl. mô tả khoa học đầu tiên năm 2003.